# 크리스틴 조겐슨

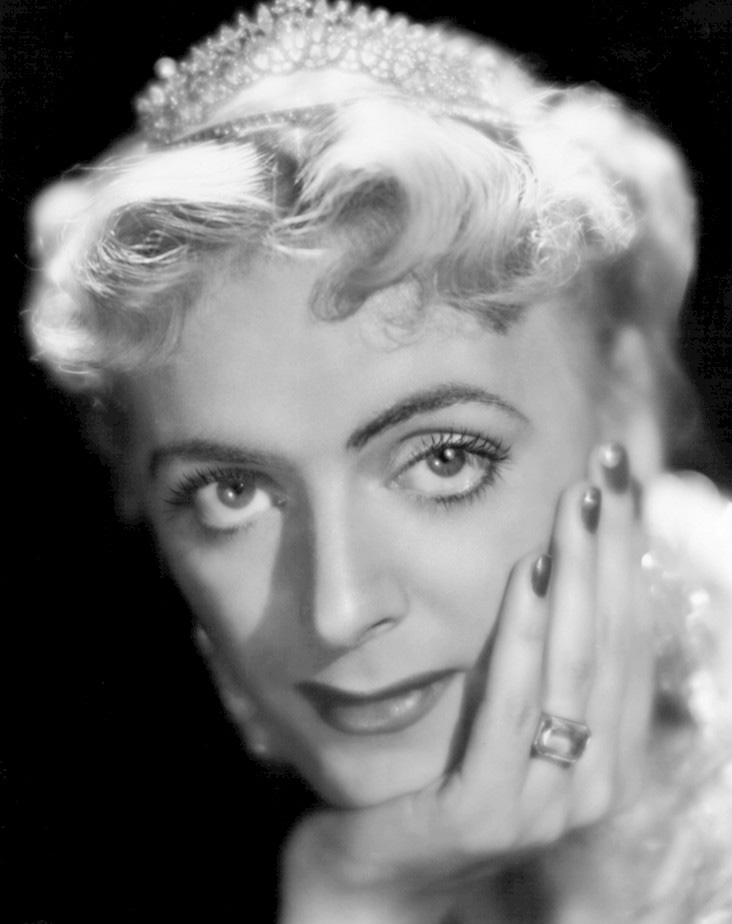

크리스틴 조겐슨(Christine Jorgensen, 1926년 5월 30일 미국 뉴욕 브롱스 ~ 1989년 5월 3일 미국 샌클레멘테)은 미국에서 최초로 성전환 수술을 받은 사람이다. 태어날 때의 이름은 조지 윌리엄스 조겐슨 주니어(George William Jorgensen Jr.)였고 성전환 수술 후에 이름을 바꾸었다.
그는 성전환 수술 중 호르몬 대체 요법과 성기 제거를 위해 덴마크로 건너가 치료를 받았고 미국에 와서 질 성형술을 받았다. 1952년 12월 1일 뉴욕 데일리 뉴스에 그의 일화가 1면에 실려 유명해졌다. 남성과 결혼하려 했으나 결혼 인증서를 받지 못하였다. 이후 예술가와 사회 활동가로 일하다가 폐암으로 죽었다.

## 같이 보기
- 릴리 엘베